# Nyer
Nyer település Franciaországban, Pyrénées-Orientales megyében. Lakosainak száma 150 fő (2022. január 1.). Nyer Souanyas, Escaro, Py, Mantet, Fontpédrouse, Thuès-Entre-Valls és Canaveilles községekkel határos.

## Földrajz

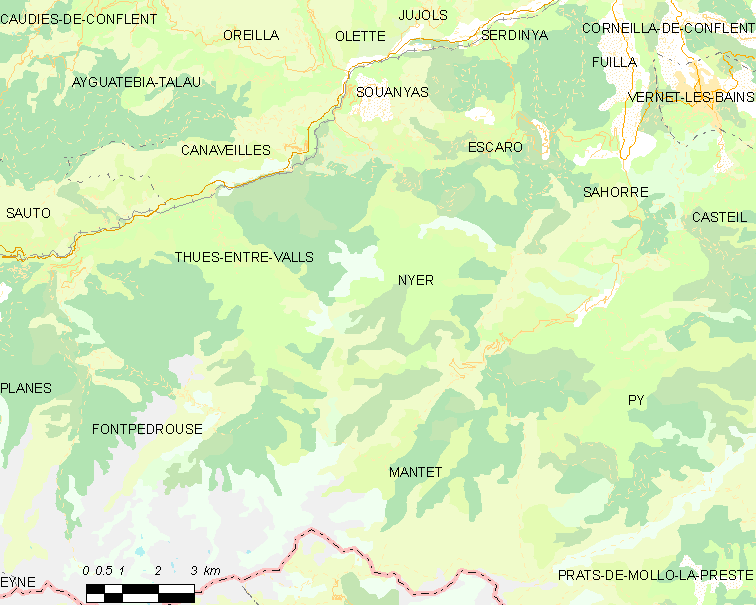
Nyer és környéke

## Népesség
A település népességének változása:
| Lakosok száma | 158  | 152  | 148  | 150  | 151  | 153  | 152  | 150  |
|               | 2013 | 2015 | 2017 | 2018 | 2019 | 2020 | 2021 | 2022 |